# جون ايلدريد
جون إيلدريد :(بالإنجليزية:  John Eldred)‏ (1552- 1362 م) رحالة وتاجر إنجليزي كتب يوميات رحلته إلى طرابلس والبصرة وقد نسخت من قبل ريتشارد هاكلوت تحت عنوان الرحلات الملاحية الرئيسية ورحلات إكتشافات الأمة الإنجليزية في 1599.

## السيرة
ولد جون ايلدريد عام 1582م، في نيو باكنهام في نورفك بعد ان انتقل اليها والده من كناتيشيل في سنافوك التي كانوا قد استقرت فيها عائلته لعدة أجيال. ويبدوا من المحتمل انه ذهب إلى لندن عندما كان لا يزال شاباً يافعاً، وكرس نفسه للعمل من أجل ان يزدهر وينمو رأسماله، وفعلاً أصبح تاجراً ثرياً.

## الرحلة
غادر جون الدريد لندن يوم الأثنين (الذي يسبق أربعاء الرماد) من سنة 1583م، على متن سفينة تسمى «تايجر» بصحبة التاجر جون نيوبيري ورالف فيتش وستة أو سبعة تجار معروفين بالنزاهة والصدق. في 1 مايو وصلوا بلاد الشام ونزلوا في ميناء طرابلس وهو في لبنان اليوم، وبعد ان مكثوا فيها مدة اسبوعين ذهبوا إلى حلب، ومن حلب إلى البيرة الواقعة على نهر الفرات، ومن البيرة إستقلوا قاربا وسافروا به نحو مدينة الفلوجة، وبعد تأخير استمر مدة اسبوع إستأجروا مائة حمار لنقل بضائعهم إلى بغداد، ومكثوا فيها عدة أيام ثم قاموا بتحميل بضائعهم على قوارب في نهر دجلة وجاءوا بها إلى البصرة، ظل الدريد يعمل بتنظيم أعماله التجارية لمدة ستة أشهر للرحلة لتحقيق هدف جيد لدرجة انه عندما غادر هو ورفاقه إحتاج إلى سبعين قارباً أو صندلاً لنقلهم وبضائعهم. والتي تتكون أساسا من التوابل، وهناك رزم من القرفة وجوزة الطيب بشكل خاص. قاموا بتتبع هذه الصنادل المحملة ضد مجرى تيار النهر حيث ان كل صندل يقطره أربعة عشر رجلاً. وهكذا وصل المغامرين إلى بغداد في أربعة واربعين يوماً. وبعدها قاموا بالتزود بالمؤونة اللازمة للسفر برا، وفعلا غادروا بغداد بصحبة عدد من التجار الأخرين مع قافلة ضخمة مكونة من أربعة آلاف جمل محملة بأنواع التوابل وبضائع ثمينة أخرى. وبعد رحلة إستغرقت أربعين يوماً، وصلوا فيها إلى حلب في11 يونيو 1584م. وقد إتخذ جون الدريد وعلى مدى السنوات الثلاث التالية من مدينة حلب مقراً له.وهو واحد من عدة رحالة أجانب زاروا بغداد في العهد العثماني ويقول انه في ذلك الوقت قام بأكثر من رحلتين إلى بابل وهو الاسم الذي كان يطلقه على (بغداد)، ورجع إلى حلب بنفس الطريقة السابقة، سافر براً فوق رمال صحارى شبه الجزيرة العربية. وبعد ذلك، ولكون الدريد راغباً في رؤية أماكن أخرى من البلاد ذهب من حلب إلى أنطاكية التي تقع على بعد ستين ميلاً إنجليزياً،
ومن هناك نزل في طرابلس وصعد على متن سفينة صغيرة متجهين نحو جوبا، ثم سافروا إلى راما وليقيا وغزة والقدس وبيت لحم وبعدها إلى نهر الأردن وبحر أو بحيرة سدوم وهو (البحر الميت)، ثم عادوا إلى جوبا. ومن هناك وعن طريق البحر وصلوا طرابلس. وقد نشرت العديد من الأحاديت حول هذه الأماكن.

## العودة إلى الوطن
توقف جون الدريد عن الكتابة في 22 ديسمبر 1587م، وشرع بالإنطلاق إلى طرابلس نحو وطنه إنجلترا، ووصل سالماً إلى نهر التايمس مع التجار المغامرين الإنجليز. في 26 مارس 1588م، وفي السفينة الإنجليزية (هرقل لندن) والتي كانت محملة ببضائع قيمة جداً يبدوا ان جزءً كبيراً من هذه البضائع يملكها الدريد، الذي أصبح رجلاً ثرياً ولديه رأس مال كبير تحت تصرفه، وقد تضاعفت ونمت ثروته، ففي عام 1597م، إشترى مزرعة جريت ساكسهام في سوفولك، كما قام ببناء منزل كبير أصبح يعرف باسم (صالة جوزة الطيب). ومع ذلك استمرت إقامة ومكوث جون الدريد في لندن بشكل رئيسي، حيث انه ساهم بشكل كبير في شركة الهند الشرقية عند بداية عملها، كما انه كان عضواً في محكمة الإدارة الأولى، وله دور بارز في إدارة شؤونها ولسنوات عديدة. وفي عهد جيمس الأول كان المقاول والمفوض في بيع الأراضي ورسوم المزارع وحاز على حق الشفعة والأولوية في شراء القصدير.

## وفاته
توفي جون الدريد في جريت ساكسهام في 8 ديسمبر 1632م، ودفن في الكنيسة الموجودة هناك.

## العائلة
في عام 1590م، ولد إبنه الأكبر فيفترض ان جون الدريد قد تزوج بعد فترة قصيرة من عودته من رحلته إلى الشرق، حيث تزوج من ماري وهي ابنة توماس ريفيت من ريشانجلز في سوفولك، ولديه عائلة كبيرة. ان إبنه البكر قد مات في طفولته، لكن الابن الثاني ريفيت قد نشأ حتى أصبح باروناً في عام 1641م، وبعدها توفي بدون أي سبب وذلك عام 1653م، عندما كان عقار جريت ساكسهام قد إنتقل إلى عائلة جون الدريد، عن طريق الأخ التالي لريفيت ولكن بموته إنقرضت العائلة في عام 1745م، وعندها بيعت جميع الممتلكات. و (قاعة جوزة الطيب) كانت قد إحترقت في عام 1779م أما هذه القاعة الموجودة حالياً فقد شيدت من قبل المالك الجديد وفي السنوات الأخيرة من هذا القرن. في الكنيسة الموجودة قرب (جريت ساكسهام) هناك نصب تذكاري تخليداً لذكرى جون الدريد أقامه إبنه ريفيت وهو عبارة عن تمثال نصفي مع لوحة جدارية نقش عليها العبارات التالية:"لقد رأيت الأرض المقدسة كما سميت، وفي ارض بابل كانت موجودة، لكن في تلك الأرض يعيش القديسون المجيدون، تتوق نفسي إلى المسيح.